# Colpo di Stato in Niger del 2023
Il colpo di Stato in Niger del 2023 è stato attuato tra il 26 e il 28 luglio, dando avvio alla crisi politico-istituzionale del Paese africano.

## Antefatti
Il colpo di Stato del 2023 è frutto della crisi politica ed economica che attanagliava da parecchio tempo il Paese a causa della presenza dei miliziani jihadisti nel Sahel e nei paesi confinanti. In precedenza era stato tentato un colpo di Stato nel 2021 per le stesse ragioni.

## Il colpo di Stato
Il 27 luglio 2023 la guardia presidenziale ha arrestato il presidente della Repubblica Mohamed Bazoum, eletto nel 2021.
Allo stesso tempo è stata insediata la giunta militare Conseil national pour la sauvegarde de la patrie (in italiano Consiglio Nazionale per la Salvaguardia della Patria, CNSP) che vede come capo di Stato il generale Abdourahamane Tchiani (noto anche come Omar Tchiani). In piazza contemporaneamente si sono svolte manifestazioni di sentimento antifrancese e favorevoli all'ingresso dell'influenza russa nel paese.

### La formazione del CNSP
Il Consiglio Nazionale per la Salvaguardia della Patria (Conseil national pour la sauvegarde de la patrie, CNSP) è la giunta militare nigerina istituita nel periodo del colpo di Stato della fine di luglio 2023.
La sera del 26 luglio 2023, il colonnello maggiore dell'aeronautica nigerina Amadou Abdramane si è recato sul canale televisivo pubblico Télé Sahel per dichiarare che il presidente Mohamed Bazoum, precedentemente detenuto dalla guardia presidenziale nella sua residenza ufficiale nella capitale Niamey, era stato destituito e annunciava la formazione della giunta. Seduto accanto ad altri nove ufficiali in divisa, ha dichiarato che le forze di difesa e di sicurezza avevano deciso di rovesciare il governo di Bazoum "a causa del deterioramento della situazione della sicurezza e del malgoverno". Ha inoltre annunciato la sospensione della Costituzione del Paese, lo scioglimento delle istituzioni statali, la chiusura dei confini del Paese e il coprifuoco nazionale dalle 22:00 alle 5:00 fino a nuovo avviso, mettendo in guardia contro qualsiasi intervento straniero.
Hanno partecipato al golpe, oltre a membri dell'aeronautica e della guardia presidenziale, anche ufficiali dell'esercito, della guardia nazionale, della gendarmeria, della polizia e dei vigili del fuoco.
Il 28 luglio Omar Tchiani ha assunto la guida del CNSP, mentre primo ministro l'8 agosto è divenuto Ali Mahaman Lamine Zeine.

### La formazione del CRR
L'8 agosto, l'ex ministro di Stato Rhissa Ag Boula ha fondato insieme ad altri paramilitari il Conseil de la résistance pour la République (Consiglio della Resistenza per la Repubblica, CRR) un organo politico e militare contro la giunta militare nigerina del CNSP.
Il gruppo è stato fondato il 9 agosto 2023 da Rhissa Ag Boula, ex leader del gruppo ribelle Front for the Liberation of Aïr and Azaouak (FLAA) che ha partecipato a due ribellioni del popolo tuareg negli anni 1990 e 2000, che ha accusato la giunta militare nigerina di aver orchestrato una "tragedia", riferendosi al suo colpo di Stato contro Bazoum. Un altro membro del CRR ha affermato che diversi personaggi politici nigerini si erano uniti al gruppo ma si sono rifiutati di uscire pubblicamente per motivi di sicurezza. Sostiene l'intervento militare dell'ECOWAS.

## Reazioni internazionali
La Comunità economica degli Stati dell'Africa occidentale (CEDEAO / ECOWAS) ha ipotizzato un eventuale intervento militare nel Paese.
I governi del Mali e del Burkina Faso hanno a loro volta minacciato l'intervento armato contro un'eventuale spedizione militare dell'ECOWAS.
Il presidente del Ciad ha tentato di assumere un ruolo di mediazione tra il governo nigerino e il CEDEAO.
L'Italia ha ritirato circa 65 militari dalla base militare italiana di supporto "Niamey" nello Stato africano.